# Cijeruk (Kibin)
Cijeruk is een bestuurslaag in het regentschap Serang van de provincie Banten, Indonesië. Cijeruk telt 8404 inwoners (volkstelling 2010).